# Wessin
Wessin este o comună din landul Mecklenburg-Pomerania Inferioară, Germania.